# Cabrillo National Monument
Das Cabrillo National Monument im US-Bundesstaat Kalifornien wurde zu Ehren von Juan Rodríguez Cabrillo errichtet, der am 28. September 1542 als erster Europäer an der Westküste Nordamerikas landete. Das Monument erhielt 1913 den Status als National Monument. Am 15. Oktober 1966 wurde es als Historic District in das National Register of Historic Places aufgenommen.
1939 fertigte der Bildhauer Alvaro de Bree eine Statue Cabrillos im Auftrag der portugiesischen Regierung an, die die Statue den Vereinigten Staaten schenkte. Die Statue ist über vier Meter hoch und wiegt circa sieben Tonnen.
Jedes Jahr im Oktober findet das Cabrillo Festival statt, welches die Landung am Ballast Point in der Bucht von San Diego wiederholt.
Vom Park aus ist der Hafen und die Skyline von San Diego und von Coronado zu sehen.
Auf der höchsten Erhebung des Parks steht die Leuchtturmanlage Old Point Loma Light Station, ein Symbol San Diegos seit 1855. Von dem Leuchtturm aus sind im Winter Grauwale zu beobachten.

## Galerie

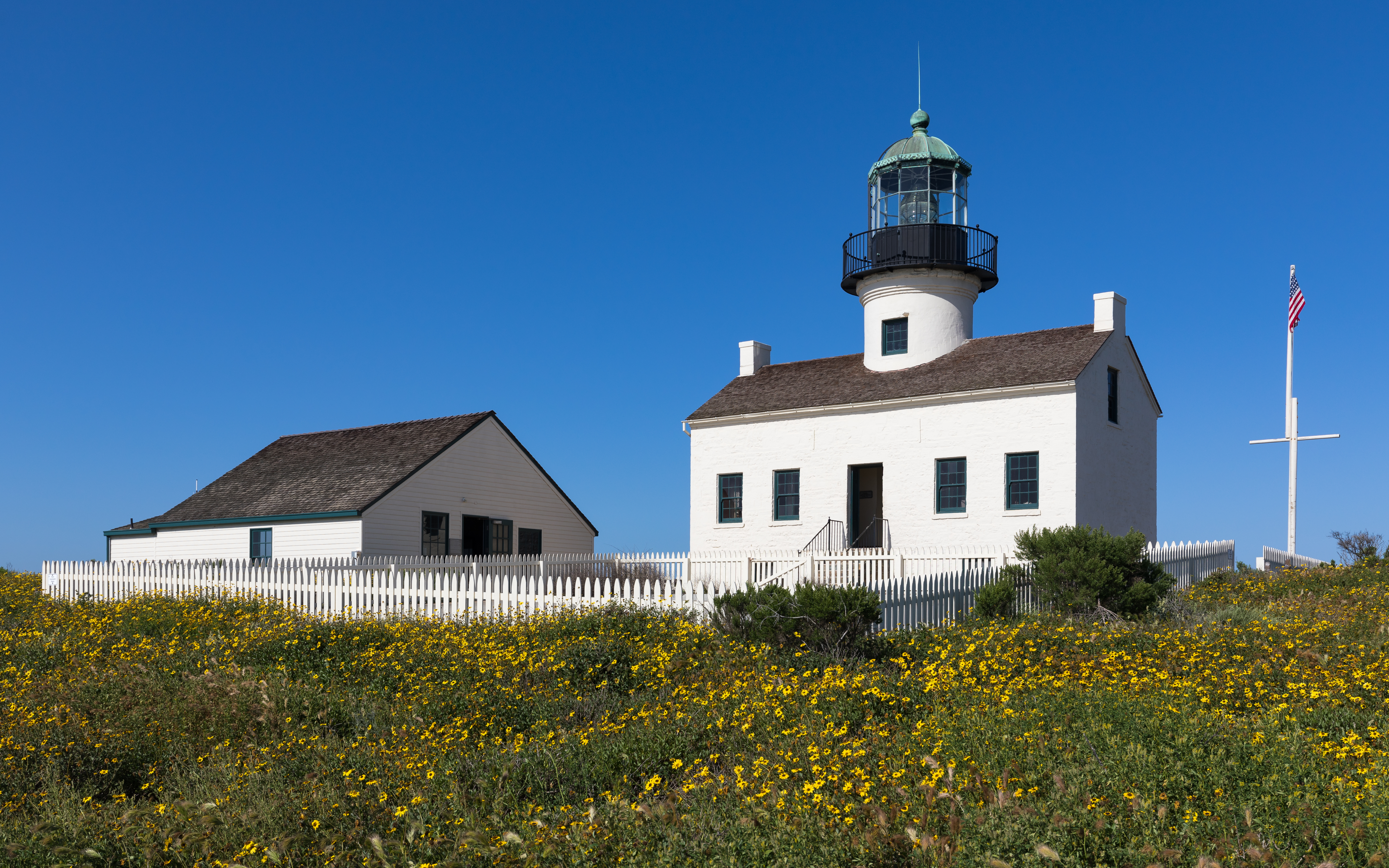
Old Point Loma Light Station
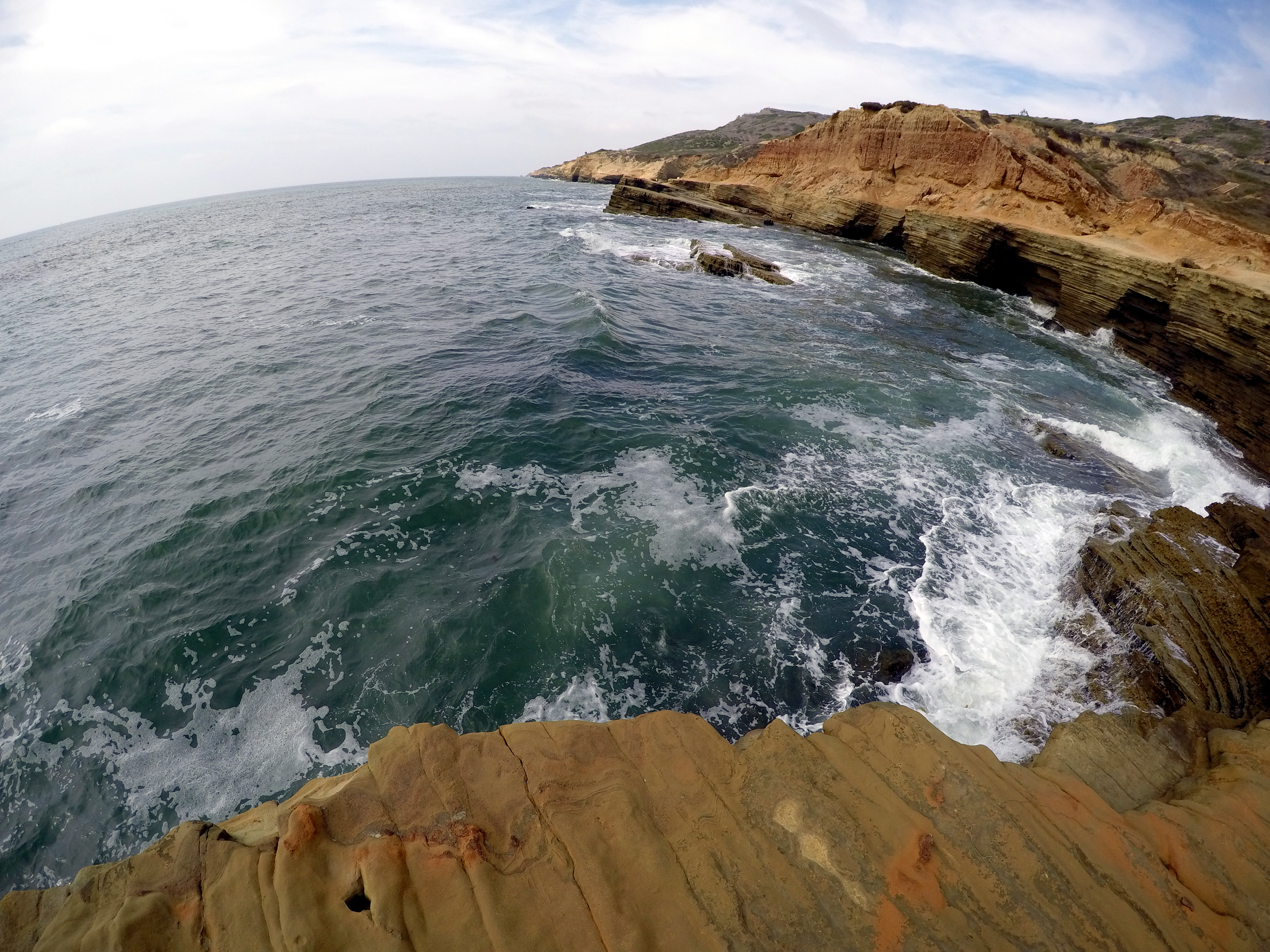
Tide Pool Area